# Oblężenie Sanginu
Oblężenie Sanginu – oblężenie stanowisk talibskich w Afganistanie, przez brytyjskie wojska wspomagane przez międzynarodowe siły ISAF. Trwało od czerwca 2006 do kwietnia 2007 i zakończyło się taktycznym sukcesem aliantów.

## Sytuacja w Sanginie przed oblężeniem
Sangin to miasto liczące 30 tys. mieszkańców i od początku 2006 zajęte przez bojówki talibskie. Pod koniec czerwca 2006, pod naciskiem prezydenta Afganistanu Hamida Karzaia, podjęto decyzję o w celu rozmieszczenia wojsk brytyjskich w Sanginie do egzekwowania władzy rządu afgańskiego. Rozpoczęcie oblężenie Sanginu było symbolicznym początkiem trzeciego etapu afgańskiej wojny, kiedy kluczową rolę odegrały międzynarodowe siły ISAF.

## Oblężenie
Garnizon wojsk brytyjskich został rozmieszczony w mieście 27 czerwca 2006. Centrum miasta stało się wielką bazą wojska brytyjskiego liczącego z początku podczas oblężenia 120 żołnierzy. Pierwsze dni obyły się bez kontaktów militarnych, a mieszkańcy byli zadowoleni, że obecność wojsk brytyjskich, zwiększyła bezpieczeństwo w mieście. Sytuacja zmieniła po nieudanym ataku armii brytyjskiej na talibów, podczas którego dwaj żołnierze zginęli niedaleko Sanginu. Postawa mieszkańców zmieniła się także gdy w kolejnych dniach doszło do wymiany ognia w samym mieście. O tamtej pory ataki talibów wzrosły do pięciu, sześciu razy dziennie na wojska koalicji, które przybyły już do bazy. Talibowie atakowali z popularnej wśród swoich bojówek broni ręcznej RPG-7 i wyrzutni rakiet.
Wszystkie drogi prowadzące do miasta zostały zablokowane, zorganizowano korytarz humanitarno-ewakuacyjny dla cywilów. Nad miastem latały helikoptery namierzając rebeliantów. Jednak takie patrole z powietrza były niezwykle ryzykowne z powodu groźby zestrzelenia jednostki przez bojowników. Na każdy atak talibów wojska koalicji odpowiadały bronią ręczna, artylerią, atakiem z moździerzy.

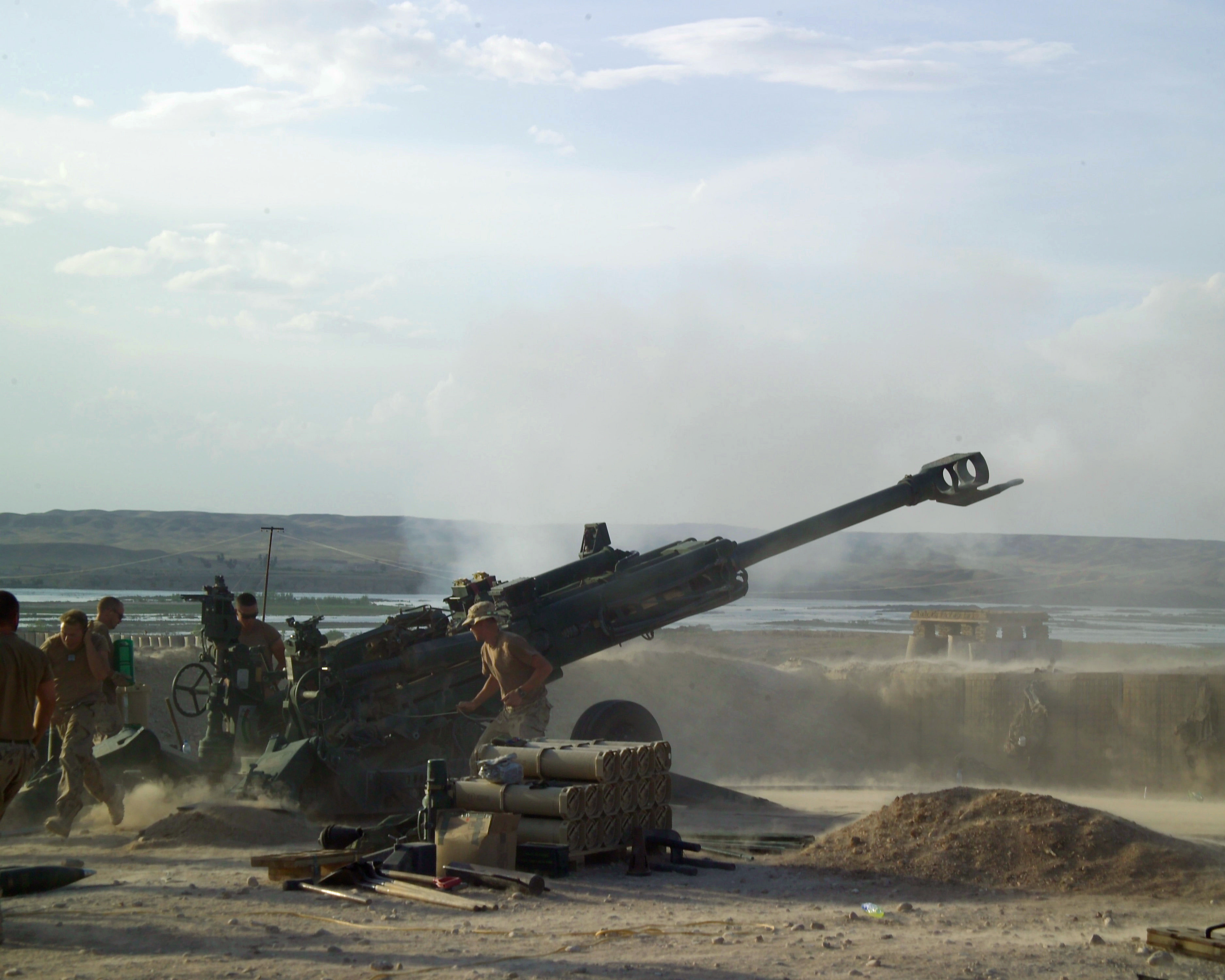
Haubica M777 używana w walce podczas oblężenia przez Kanadyjczyków

20 sierpnia 2006 odbył się desant na miasto przez grupy spadochronowe, kierowane przez kaprala Bryana Budda. Dzięki posiłkom po intensywnej wymianie ognia wyparto bojowników na obrzeża miasta. Podczas walk zginął kapral Bryan Budd, który pośmiertnie został odznaczony Krzyżem Wiktorii, najwyższym wyróżnieniem w brytyjskich siłach zbrojnych. W ciągu następnych 9 miesięcy podczas oblężenia talibowie podjęli jeszcze 79 ataków na siły ISAF.
W kwietniu 2007 siły ISAF licząca 1000 żołnierzy wzięła udział w operacji "Silver" mająca na celu wyprzeć ostatnie oddziały talibów pozostające na obrzeżach Sanginu. Wcześniej NATO przygotowało ulotki które zrzucano nad miastem informujące cywilów przed atakiem. Amerykańscy żołnierze z jednostki powietrznodesantowej wraz z narodową armią Afganistanu rozpoczęły atak z południa, natomiast brytyjsko-kanadyjskie siły wspierane przez wojska przez Holendrów atakowały z północy. W operacji uczestniczyły także żołnierze duńscy i estońscy, a także lotnictwo USA, artyleria kanadyjska.
5 kwietnia talibowie złożyli broń, wycofali się z miasta lecz zajęli pobliskie wioski. Mieszkańcy Sanginu powracali do swych mieszkań. Międzynarodowe siły zbrojne i gubernator prowincji Helmand ogłosili 5 kwietnia 2007 roku koniec zwycięskiego oblężenia Sanginu. Afgańska armia narodowa została w mieście do patrolowania miasta, a także zdjęcia blokad drogowych.